# 比爾·史柯隆
威廉·喬瑟夫·史柯隆（英語：William Joseph Skowron，1930年12月18日—2012年4月27日），綽號「Moose」，為美國職棒大聯盟的一壘手。職業生涯曾效力過洋基、道奇、參議員、白襪與天使等隊。
大聯盟歷史上只有9名球員能連續兩年在不同球隊拿下世界大賽冠軍，史柯隆就是其中一個。

## 職業生涯
1950年9月，史柯隆先是被洋基球探Lou Maguolo相中，隨後就與洋基簽約。1954年4月13日，史柯隆登上大聯盟。一開始他和Joe Collins共同分擔一壘手的工作，隨著Collins在1957年退休，史柯隆也成為了球隊的主力一壘手。他在洋基隊期間入選了7次明星賽，並拿下了4次世界大賽冠軍。
1962年11月26日，洋基將史柯隆交易至道奇，換來Stan Williams。儘管史柯隆隔年打擊率下滑至2成03，不過該年道奇隊還是打進了世界大賽，而且史柯隆在世界大賽的打擊率高達3成85，助道奇4連勝橫掃洋基。
1963年12月6日，史柯隆加入了參議員隊。隔年7月13日，他被交易至白襪隊。1965年，他再次入選明星賽。1967年5月6日，他被交易至天使，並在球季結束後被釋出。

## 晚年
史柯隆在業餘球隊打球時結識了自己的妻子並結婚。1980年，他入選了波蘭裔美國人名人堂。
2012年4月27日，史柯隆在與肝癌搏鬥時因心臟衰竭併發症去世，享年81歲。

### 生涯打擊數據
| 出賽數 | 打席 | 打數 | 得分 | 安打 | 二安 | 三安 | 全壘打 | 打點 | 盜壘 | 保送 | 三振 | 打擊率 | 上壘率 | 長打率 | 觸身球 | 守備率 |
| 1658   | 6047 | 5547 | 682  | 1566 | 243  | 53   | 211    | 888  | 16   | 383  | 870  | .282   | .332   | .459   | 54     | .992   |

## 外部連結
- 球員資訊和成績在MLB，ESPN，Baseball-Reference，Fangraphs（英文）